# مدرسه گلستان
مدرسه گلستان مربوط به دوره قاجار است و در بوشهر، محله قدیمی بهبهانیها، روبروی اداره بندر واقع شده و این اثر در تاریخ ۲۵ اسفند ۱۳۷۸ با شمارهٔ ثبت ۲۶۵۹ به‌عنوان یکی از آثار ملی ایران به ثبت رسیده است.